# Urocitellus elegans
La ardilla de tierra de Wyoming (Urocitellus elegans) es una especie de roedor de la familia Sciuridae, endémica de Estados Unidos.

## Descripción
Sus masas corporales van desde los 260 hasta los 400 gramos, con un largo de 254 hasta 381 mm, y una cola relativamente corta, de 59 a 79 mm. Sus ojos están rodeados de un anillo blanco. No posee las manchas ni rallas dorsales propias de otras ardillas de tierra. Su piel es marrón con tonos grises en la zona de los hombros.
Los individuos de la especie llegan a vivir 4 años en cautiverio.
Donde son simpátricas, puede ser distinguida de S. beldingi por su cola más larga y su tiente más canela en la zona ventral, de S. townsendii por mayor tamaño, de S. armatus por el tinte más pardo que gris bajo su cola, y de S. richardsonii por mediciones biométricas.

## Hábitat y conservación
La especie vive en tres grandes zonas separadas del oeste de Estados Unidos, sobre los 1500 m s. n. m. (suroeste de Montana, centro y suroeste de Wyoming y suroeste de Idaho). Prefiere laderas inclinadas, con buen drenaje, cubiertas con pastos o arbustos, especielmente Artemisia tridentata. Se encuentra bastante extendida, y no existen peligros inmediatos para su conservación, llegando a densidades de hasta 48 individuos por hectárea. Sin embargo, menos de un cuarto de los jóvenes logra sobrevivir su primer año de vida. Su mayor amenaza es el cambio del uso de suelo hacia fines agriculturales.

## Reproducción
Tienen un sistema de apareamiento polígino, donde los machos compiten por el acceso a las hembras. Al emerger de su hibernación, los machos cuidan agresivamente su territorio, en espera de las hembras. Los apareamientos ocurren dentro de los primeros 5 días después de que la hembra emerge de su hibernación, lo que ocurre unas dos semanas después de que lo hacen los machos.
Su ritual de apareamiento es el siguiente: Primero el macho se aproxima a la hembra, y huele su nariz, luego éste gira y le arroja un poco de polvo. Después se vuelve y le mordisquea el cuello, a lo que la hembra responde levantando la cola. El macho entonces olfatea los genitales de la hembra, y luego la monta.
La fecha del parto depende de la salida de la hibernación, que varía con las condiciones ambientales y la latitud; pero lo usual es que ocurra entre abril y mayo. La hembra pare una camada de entre 1 y 11 crías ciegas y peladas de unos 6 gramos cada uno, luego de una gestación de 22 o 23 días.
Les sale el pelaje a las dos semanas de vida. Al mes pesan entre 80 y 100 gramos, edad en la que salen de la madriguera. Son amamantadas por 28 a 42 días, y se vuelven independientes entre los 42 y 49 días de edad.
Al final del verano los machos jóvenes se dispersan, alejándose de su territorio natal, mientras que las hembras permanecen cercanas a su madre.

## Comportamiento
La especie vive en colonias, pero no es especialmente social. Las hembras mantienen una relación con su madre, viviendo en las cercanías de su madriguera, pero no muestran otros comportamientos sociales, como el aseo mutuo, ni se relacionan con otros grupos familiares cercanos. Los machos tienden a ser solitarios.
Excavan extensos e intrincados sistemas de madrigueras, que poseen varias entradas secundarias, y se conectan con otras, aunque construyen madrigueras compartidas, manteniéndose cada una independiente. Al centro de cada una se encuentra el nido en una cámara especial. Luego de que han parido todas las hembras en el territorio de un macho, éste se aleja a la periferia del complejo, quedando éstas en una posición dominante.
La densidad poblacional llega a 25 individuos por hectárea, habiéndose registrado densidades de hasta 48 individuos por hectárea. Las colonias se encuentran confinadas a áreas pequeñas, que pueden tener diámetros tan pequeños como 20 metros.

### Comunicación
La especie se comunica de manera vocal, llamándose continuamente durante sus actividades a ras de suelo, y ocupando gritos de alerta en presencia de un predador.
También usan señales químicas, marcando su territorio, y olfateando a los individuos con los que se encuentra a manera de saludo.

### Dieta
Son principalmente herbívoros. Prefieren el follaje verde, pero también consumen flores, tallos y semillas. Cuando escasea su alimento normal complementan su  dieta con insectos, huevos de aves, e incluso llegan a consumir carroña.

## Impacto
Debido a sus hábitos alimenticios, la especie puede causar daños a los cultivos, a través del consumo y de la construcción de sus madrigueras, que además pueden dañar sistemas de regadío. Pueden ser controladas por plaguicidas, métodos de captura y otros.